# Dornelas (Sever do Vouga)
Dornelas ist ein Ort und eine ehemalige Gemeinde (Freguesia) im portugiesischen Kreis Sever do Vouga. Die Gemeinde hatte 728 Einwohner (Stand 30. Juni 2011).
Am 29. September 2013 wurden die Gemeinden Dornelas und Silva Escura zur neuen Gemeinde União das Freguesias de Silva Escura e Dornelas zusammengeschlossen.